# Superliga Brasileira de Voleibol Masculino de 2014–15 - Série A
A Superliga Brasileira de Voleibol Masculino de 2014–15 - Série A é a 21ª edição desta competição organizada pela Confederação Brasileira de Voleibol através da Unidade de Competições Nacionais. Também é a 37ª edição do Campeonato Brasileiro de Voleibol Masculino, a principal competição entre clubes de voleibol masculino do Brasil.  Participam do torneio doze equipes provenientes de quatro estados brasileiros: São Paulo, Minas Gerais, Rio Grande do Sul e Paraná.

## Regulamento
A fase classificatória da competição será disputada por doze equipes em dois turnos. Em cada turno, todos os times jogarão entre si uma única vez. Os jogos do segundo turno serão realizados na mesma ordem do primeiro, apenas com o mando de quadra invertido. Os oito primeiros colocados se classificarão para os play-offs. Nesta fase, a vitória por 3-0 ou 3-1 garantirá três pontos para o ganhador e nenhum ponto para o perdedor. Já com o placar de 3-2, o ganhador da partida levará dois pontos e o perdedor um. As duas últimas colocadas serão rebaixadas para a Série B 2016.
Os play-offs serão divididos em três fases - quartas-de-final, semi-finais e final.
Nas quartas-de-final haverá um cruzamento entre as equipes com os melhores índices técnicos seguindo a lógica: 1ª x 8ª (A); 2ª x 7ª(B); 3ª x 6ª(C) e 4ª x 5ª(D). Estas jogarão partidas em melhor de 3 (jogos), sendo um mando de campo para cada e o jogo de desempate, quando houver, no ginásio da equipe com o melhor índice técnico da fase classificatória.
As semifinais serão disputadas pelas equipes que passarem das quartas-de-final, seguindo a lógica: vencedora do duelo A x vencedora do duelo D; vencedora do duelo B x vencedora do duelo C. Estas jogarão novamente partidas em melhor de 3 (jogos), sendo um mando de campo para cada e o jogo de desempate, quando houver, no ginásio da equipe com o melhor índice técnico da fase classificatória.
As vencedoras se classificarão para a final, que será disputada em jogo único no estado do primeiro colocado da fase classificatória. A terceira e a quarta colocações serão definidas pelo melhor índice técnico da fase classificatória.
Os sets do torneio são disputados até 25 pontos com a diferença mínima de dois pontos (com exceção do quinto set, que será vencido pela equipe que fizer 15 pontos com pelo menos dois de diferença). Ocorrerão paradas técnicas no 8º e no 16º pontos da equipe que primeiro os alcançarem.

## Equipes participantes

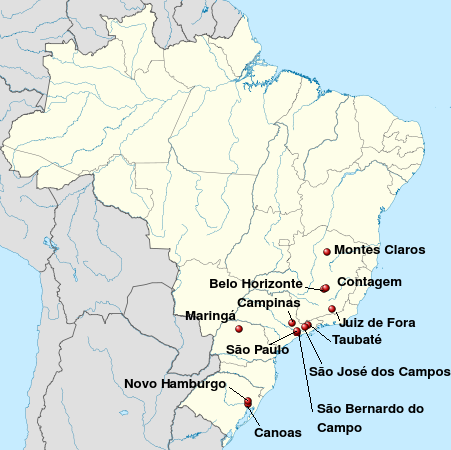
Cidades das equipes da Superliga Masculina 2014/2015 - Série A

Doze equipes disputam o título da Superliga Masculina de 2014/2015 - Série A. São elas:
| Equipe Nome fantasia                       | Ginásio Cidade                        | Capacidade | Temporada 2013/2014 |
| ------------------------------------------ | ------------------------------------- | ---------- | ------------------- |
| ASE Sada Cruzeiro Sada Cruzeiro Vôlei      | Riacho Contagem                       | 2 000      | 1º                  |
| Sesi-SP                                    | Vila Leopoldina São Paulo             | 800        | 2º                  |
| BVC Campinas Vôlei Brasil Kirin            | Taquaral Campinas                     | 2 600      | 3º                  |
| Minas TC Minas Tênis Clube                 | Arena JK Belo Horizonte               | 3 650      | 4º                  |
| APAV Canoas Vôlei Canoas                   | La Salle Canoas                       | 1 200      | 6º                  |
| ADC São Bernardo São Bernardo Vôlei        | Adib Moysés Dib São Bernardo do Campo | 5 730      | 7º                  |
| VBCE Maringá Ziober Maringá Vôlei          | Chico Neto Maringá                    | 4 538      | 8º                  |
| UFJF                                       | UFJF Juiz de Fora                     | 1 000      | 9º                  |
| FUNVIC Taubaté Taubaté/Funvic              | Abaeté Taubaté                        | 3 000      | 10º                 |
| Montes Claros TC Montes Claros Vôlei       | Tancredo Neves Montes Claros          | 5 000      | 12º                 |
| EC São José dos Campos São José dos Campos | Tênis Clube São José dos Campos       | 1 500      | 1º (Série B)        |
| AMPMP Voleisul Voleisul/Paquetá Esportes   | Sociedade Ginástica Novo Hamburgo     | 2 300      | 2º (Série B)        |

## Fase classificatória

### Classificação
- Vitória por 3 sets a 0 ou 3 a 1: 3 pontos para o vencedor;
- Vitória por 3 sets a 2: 2 pontos para o vencedor e 1 ponto para o perdedor.
- Não comparecimento, a equipe perde 2 pontos.
- Em caso de igualdade por pontos, os seguintes critérios servem como desempate: número de vitórias, razão de sets e razão de ralis.

|  |                                            |
|  | Equipes classificadas às quartas-de-final. |
|  | Equipes rebaixadas para a Série B 2016.    |

|     |                        |     | Jogos | Jogos | Jogos | Resultados | Resultados | Resultados | Resultados | Resultados | Resultados | Sets | Sets | Sets  | Pontos | Pontos | Pontos |
| Pos | Equipe                 | Pts | T     | V     | D     | 3–0        | 3–1        | 3–2        | 2–3        | 1–3        | 0–3        | V    | P    | R     | V      | P      | R      |
| --- | ---------------------- | --- | ----- | ----- | ----- | ---------- | ---------- | ---------- | ---------- | ---------- | ---------- | ---- | ---- | ----- | ------ | ------ | ------ |
| 1   | ASE Sada Cruzeiro      | 56  | 22    | 19    | 3     | 10         | 7          | 2          | 1          | 2          | 0          | 61   | 20   | 3.050 | 1944   | 1669   | 1.165  |
| 2   | FUNVIC Taubaté         | 49  | 22    | 17    | 5     | 10         | 3          | 4          | 2          | 1          | 2          | 56   | 26   | 2.154 | 1875   | 1736   | 1.080  |
| 3   | Sesi-SP                | 45  | 22    | 15    | 7     | 7          | 4          | 4          | 4          | 2          | 1          | 55   | 33   | 1.667 | 2045   | 1865   | 1.097  |
| 4   | Minas TC               | 43  | 22    | 16    | 6     | 3          | 6          | 7          | 2          | 1          | 3          | 53   | 38   | 1.395 | 2064   | 1951   | 1.058  |
| 5   | BVC Campinas           | 42  | 22    | 14    | 8     | 6          | 6          | 2          | 2          | 2          | 4          | 48   | 34   | 1.412 | 1853   | 1792   | 1.034  |
| 6   | VBCE Maringá           | 34  | 22    | 12    | 10    | 6          | 4          | 2          | 0          | 5          | 5          | 41   | 38   | 1.079 | 1800   | 1757   | 1.024  |
| 7   | APAV Canoas            | 31  | 22    | 10    | 12    | 4          | 6          | 0          | 1          | 2          | 9          | 34   | 42   | 0.810 | 1699   | 1772   | 0.959  |
| 8   | Montes Claros TC       | 29  | 22    | 9     | 13    | 4          | 4          | 1          | 3          | 8          | 2          | 41   | 45   | 0.911 | 1915   | 1943   | 0.986  |
| 9   | UFJF                   | 26  | 22    | 9     | 13    | 5          | 3          | 1          | 0          | 7          | 6          | 34   | 44   | 0.773 | 1767   | 1801   | 0.981  |
| 10  | AMPMP Voleisul         | 25  | 22    | 7     | 15    | 4          | 3          | 0          | 4          | 8          | 3          | 37   | 48   | 0.771 | 1831   | 1936   | 0.946  |
| 11  | EC São José dos Campos | 11  | 22    | 2     | 20    | 1          | 1          | 0          | 5          | 6          | 9          | 22   | 61   | 0.361 | 1724   | 1956   | 0.881  |
| 12  | ADC São Bernardo       | 5   | 22    | 2     | 20    | 0          | 0          | 2          | 1          | 3          | 16         | 11   | 64   | 0.172 | 1477   | 1816   | 0.813  |

### Resultados
Para um dado resultado encontrado nesta tabela, a linha se refere ao mandante e a coluna, ao visitante.
|                            | CAM | CAN | TAU | MRG | MIN | MOC | VSU | CRU | SBE | SES | UJF | SJC | Pos |
| CAM BVC Campinas           |     | 3–0 | 2–3 | 3–1 | 2–3 | 3–1 | 3–1 | 0–3 | 3–0 | 3–1 | 3–0 | 3–1 | 5º  |
| CAN APAV Canoas            | 3–1 |     | 0–3 | 1–3 | 3–1 | 3–0 | 0–3 | 0–3 | 3–0 | 1–3 | 3–1 | 3–0 | 7º  |
| TAU FUNVIC Taubaté         | 3–0 | 3–0 |     | 3–0 | 3–0 | 3–0 | 3–2 | 2–3 | 3–0 | 3–0 | 3–1 | 3–0 | 2º  |
| MRG VBCE Maringá           | 3–0 | 1–3 | 1–3 |     | 1–3 | 3–1 | 3–0 | 1–3 | 3–0 | 0–3 | 3–1 | 3–0 | 6º  |
| MIN Minas TC               | 0–3 | 3–2 | 3–2 | 0–3 |     | 3–2 | 3–2 | 2–3 | 3–0 | 2–3 | 3–1 | 3–1 | 4º  |
| MOC Montes Claros TC       | 3–1 | 3–0 | 2–3 | 2–3 | 1–3 |     | 3–1 | 1–3 | 3–1 | 1–3 | 1–3 | 3–0 | 8º  |
| VSU AMPMP Voleisul         | 1–3 | 1–3 | 1–3 | 2–3 | 1–3 | 3–1 |     | 0–3 | 3–0 | 1–3 | 1–3 | 3–0 | 10º |
| CRU ASE Sada Cruzeiro      | 3–0 | 3–0 | 3–0 | 3–0 | 1–3 | 3–1 | 3–0 |     | 3–0 | 1–3 | 3–1 | 3–0 | 1º  |
| SBE ADC São Bernardo       | 2–3 | 0–3 | 0–3 | 0–3 | 0–3 | 1–3 | 3–2 | 1–3 |     | 0–3 | 0–3 | 3–2 | 12º |
| SES Sesi-SP                | 2–3 | 3–0 | 3–0 | 3–0 | 2–3 | 2–3 | 1–3 | 3–2 | 3–0 |     | 3–0 | 3–2 | 3º  |
| UJF UFJF                   | 0–3 | 3–0 | 3–1 | 3–0 | 0–3 | 0–3 | 0–3 | 1–3 | 3–0 | 3–2 |     | 1–3 | 9º  |
| SJC EC São José dos Campos | 0–3 | 0–3 | 2–3 | 1–3 | 2–3 | 0–3 | 1–3 | 1–3 | 3–0 | 2–3 | 0–3 |     | 11º |

## Playoffs
|  | Quartas-de-final                 | Quartas-de-final                 | Quartas-de-final                 | Quartas-de-final                 | Quartas-de-final                 |          |                   | Semifinais                        | Semifinais                        | Semifinais                        | Semifinais                        | Semifinais                        |  |  | Final               | Final               | Final               | Final               | Final               | Final               | Final               |
|  | 7 de março à 17 de março de 2015 | 7 de março à 17 de março de 2015 | 7 de março à 17 de março de 2015 | 7 de março à 17 de março de 2015 | 7 de março à 17 de março de 2015 |          |                   | 20 de março à 31 de março de 2015 | 20 de março à 31 de março de 2015 | 20 de março à 31 de março de 2015 | 20 de março à 31 de março de 2015 | 20 de março à 31 de março de 2015 |  |  | 12 de abril de 2015 | 12 de abril de 2015 | 12 de abril de 2015 | 12 de abril de 2015 | 12 de abril de 2015 | 12 de abril de 2015 | 12 de abril de 2015 |
|  |                                  |                                  |                                  |                                  |                                  |          |                   |                                   |                                   |                                   |                                   |                                   |  |  |                     |                     |                     |                     |                     |                     |                     |
|  | 1º                               | ASE Sada Cruzeiro                | 3                                | 3                                |                                  |          |                   |                                   |                                   |                                   |                                   |                                   |  |  |                     |                     |                     |                     |                     |                     |                     |
|  | 8º                               | Montes Claros TC                 | 0                                | 1                                |                                  |          |                   |                                   |                                   |                                   |                                   |                                   |  |  |                     |                     |                     |                     |                     |                     |                     |
|  | 8º                               | Montes Claros TC                 | 0                                | 1                                |                                  | 1º       | ASE Sada Cruzeiro | 3                                 | 3                                 |                                   |                                   |                                   |  |  |                     |                     |                     |                     |                     |                     |                     |
|  |                                  |                                  |                                  |                                  |                                  | 1º       | ASE Sada Cruzeiro | 3                                 | 3                                 |                                   |                                   |                                   |  |  |                     |                     |                     |                     |                     |                     |                     |
|  |                                  | 4º                               | Minas TC                         | 1                                | 0                                |          |                   |                                   |                                   |                                   |                                   |                                   |  |  |                     |                     |                     |                     |                     |                     |                     |
|  | 4º                               | 4º                               | Minas TC                         | 1                                | 0                                | Minas TC | 3                 | 3                                 |                                   |                                   |                                   |                                   |  |  |                     |                     |                     |                     |                     |                     |                     |
|  | 4º                               |                                  |                                  |                                  |                                  | Minas TC | 3                 | 3                                 |                                   |                                   |                                   |                                   |  |  |                     |                     |                     |                     |                     |                     |                     |
|  | 5º                               | BVC Campinas                     | 0                                | 0                                |                                  |          |                   |                                   |                                   |                                   |                                   |                                   |  |  |                     |                     |                     |                     |                     |                     |                     |
|  |                                  |                                  |                                  |                                  |                                  |          |                   |                                   |                                   |                                   |                                   |                                   |  |  | 1º                  | ASE Sada Cruzeiro   | 3                   |                     |                     |                     |                     |
|  |                                  |                                  | 3º                               | Sesi-SP                          | 1                                |          |                   |                                   |                                   |                                   |                                   |                                   |  |  |                     |                     |                     |                     |                     |                     |                     |
|  | 2º                               | FUNVIC Taubaté                   | 3                                | 0                                | 3                                |          |                   |                                   |                                   |                                   |                                   |                                   |  |  |                     |                     |                     |                     |                     |                     |                     |
|  | 7º                               | APAV Canoas                      | 1                                | 3                                | 0                                |          |                   |                                   |                                   |                                   |                                   |                                   |  |  |                     |                     |                     |                     |                     |                     |                     |
|  | 7º                               | APAV Canoas                      | 1                                | 3                                | 0                                |          | 2º                | FUNVIC Taubaté                    | 1                                 | 1                                 |                                   |                                   |  |  |                     |                     |                     |                     |                     |                     |                     |
|  |                                  |                                  |                                  |                                  |                                  |          | 2º                | FUNVIC Taubaté                    | 1                                 | 1                                 |                                   |                                   |  |  |                     |                     |                     |                     |                     |                     |                     |
|  |                                  | 3º                               | Sesi-SP                          | 3                                | 3                                |          |                   |                                   |                                   |                                   |                                   |                                   |  |  |                     |                     |                     |                     |                     |                     |                     |
|  | 3º                               | 3º                               | Sesi-SP                          | 3                                | 3                                | Sesi-SP  | 3                 | 1                                 | 3                                 |                                   |                                   |                                   |  |  |                     |                     |                     |                     |                     |                     |                     |
|  | 3º                               |                                  |                                  |                                  |                                  | Sesi-SP  | 3                 | 1                                 | 3                                 |                                   |                                   |                                   |  |  |                     |                     |                     |                     |                     |                     |                     |
|  | 6º                               | VBCE Maringá                     | 0                                | 3                                | 0                                |          |                   |                                   |                                   |                                   |                                   |                                   |  |  |                     |                     |                     |                     |                     |                     |                     |

## Classificação final
| Posição        | Equipe              | Classificação/rebaixamento                                      |
| -------------- | ------------------- | --------------------------------------------------------------- |
| Campeão        | Sada Cruzeiro Vôlei | Sul-Americano de Clubes de 2016 · Superliga 2015/2016 - Série A |
| Vice-campeão   | Sesi-SP             | Superliga 2015/2016 - Série A                                   |
| Terceiro lugar | FUNVIC Taubaté      | Superliga 2015/2016 - Série A                                   |
| 4              | Minas TC            | Superliga 2015/2016 - Série A                                   |
| 5              | BVC Campinas        | Superliga 2015/2016 - Série A                                   |
| 6              | VBCE Maringá        | Superliga 2015/2016 - Série A                                   |
| 7              | APAV Canoas         | Superliga 2015/2016 - Série A                                   |
| 8              | Montes Claros TC    | Superliga 2015/2016 - Série A                                   |
| 9              | UFJF                | Superliga 2015/2016 - Série A                                   |
| 10             | AMPMP Voleisul      | Superliga 2015/2016 - Série A                                   |
| 11             | São José dos Campos | Série B 2016                                                    |
| 12             | ADC São Bernardo    | Série B 2016                                                    |

| Superliga 2014/2015                     |
| Minas Gerais                            |
| --------------------------------------- |
| Sada Cruzeiro Vôlei Campeão (3º título) |

| MVP                   | Yoandry Leal   | Sada Cruzeiro Vôlei |
| Melhor Ataque         | Wallace        | Sada Cruzeiro Vôlei |
| Craque da Galera      | Lipe Fonteles  | FUNVIC Taubaté      |
| Melhor Bloqueio       | Riad           | Sesi-SP             |
| Melhor Saque          | Lipe Fonteles  | FUNVIC Taubaté      |
| Melhor Recepção/Passe | Bruno Canuto   | Minas TC            |
| Melhor Defesa         | Serginho       | Sada Cruzeiro Vôlei |
| Melhor Levantador     | William Arjona | Sada Cruzeiro Vôlei |